# Дроб'язко Антон Лаврентійович
Антон Лаврентійович Дроб'язко (1870, Ніжин — 6 липня 1941, Київ) — український правознавець, літературознавець. Батько Віталія та Євгена Дроб'язків.

## Біографія
Народився в 1870 році в місті Ніжині в родині відомого майстра гончарної справи. Закінчив Ніжинську гімназію (1889), юридичний факультет Університету св. Володимира у Києві (1894).
Працював у судових органах: додатковий суддя Житомирського з'їзду мирових суддів (1899—1903); у Заславсько-Острозькому окрузі — мировий суддя та неодмінний член з'їзду мирових суддів (1903—1906), голова цього з'їзду (1906—1914). Згодом — член Житомирського окружного суду, завідувач реєстраційним відділом округу (1914—1918).
У 1919-1926 роках — співробітник Комісії по виучуванню звичаєвого права та Правничо-термінологічної комісії при Соціально-економічному відділу ВУАН, редактор-упорядник «Російсько-українського словника правничої мови» (К., 1926). У 1930—1934 роках працював завідувачем кафедри Українського інституту лінгвістичної освіти в Києві. Згодом літературний редактор, перекладач видавництва «Радянська школа» (1935—1941). Досліджував питання цивільного права та соціології.
1 липня 1941 року був заарештований. Звинувачений за такі висловлення: «Хіба ми зможемо перемогти німців, якщо нам несила перемогти навіть довгоносиків». 6 липня 1941 року був розстріляний та похований у Биківні. Антон Дроб'язко став одним з перших з 346 в'язнів Лук'янівської в'язниці, якого розстріляли (чи замордували) за злочинним наказом НКДБ.